# 2016年索馬里議會選舉
2016年索馬里議會選舉原定於2016年9月24日至10月10日之間舉行，是自1969年以來首次真正自由選舉，原計劃新一屆議會將於10月30日選出新任議長。
2016年9月26日，索馬里聯邦選舉委員會宣佈選舉延期一個月舉行，10月23日至11月10日選出兩院議員，11月23日選出兩院議長，11月30日選出新一任總統。

## 背景
索马里联邦政府組成的非民選議會於2012年宣誓就職，2016年屆滿。根據索馬里總統指出，即將舉行的選舉將會是自由和公正的。
是次選舉並非普選，只給與部族長老和社區代表參與投票，原因是議會選舉的設計和伊斯蘭叛亂分子可能使全國範圍及所有公民參與的選舉難以進行。